# Limnobium
Limnobium es un género  de plantas acuáticas perteneciente a la familia Hydrocharitaceae. Es originario de América. Comprende 8 especies descritas y de estas, solo 2 aceptadas.

## Descripción
Son plantas perennes, glabras, creciendo en aguas dulces, sumergidas o con tallos flotantes; tallos estoloníferos, raíz 1 por nudo, ramificada, fibrosa, con pelos grandes; plantas monoicas. Hojas emergentes o flotantes, elípticas a circulares, 20–50 mm de largo y 8–40 mm de ancho, el ápice obtuso a acuminado, la base reniforme, las hojas emergentes lisas en el envés, las flotantes con tejido aerenquimoso; pecíolo fuerte, a veces inflado; estípulas ovadas, membranáceas, envainando el ápice en desarrollo.
Inflorescencias unisexuales, cimosas; inflorescencias estaminadas sésiles o pedunculadas, con hasta 11 flores y con 2 brácteas, éstas ovadas, la inferior más corta que la superior; inflorescencias pistiladas sésiles o rara vez cortamente pedunculadas, con 1–3 flores y con 1–2 brácteas libres y ovadas; flores pediceladas proyectándose sobre la superficie del agua, sépalos 3, elípticos, ápices reflexos a patentes en la antesis, pétalos ausentes o lineares a lanceolados; flores estaminadas con 1–6 verticilos de 3 estambres, los filamentos fusionados en la base formando una columna estaminal, las anteras 4-loculares; flores pistiladas con pedicelos reflexos después de la antesis, estaminodios 2–6, ovario de 3–6 carpelos unidos, elipsoide a oblongo, cada estilo dividido en 2 estigmas filiformes. Fruto elipsoide a esférico, rostrado, desarrollándose en el lodo o debajo del agua; semillas pocas a numerosas, elipsoidales, pubescentes, con un rostro micropilar corto.

## Taxonomía
El género de todos son lo mismo menos el del neo fue descrito por Nicholas Edward Brown y publicado en Mémoires de la Classe des Sciences Mathématiques et Physiques de L'Institut National de France 12(2): 66. 1814. La especie tipo es: Limnobium bosci Rich.

## Especies aceptadas
A continuación se brinda un listado de las especies del género Limnobium aceptadas hasta septiembre de 2014, ordenadas alfabéticamente. Para cada una se indica el nombre binomial seguido del autor abreviado según las convenciones y usos.	
- Limnobium laevigatum (Humb. & Bonpl. ex Willd.) Heine, Adansonia, n.s., 8: 315 (1968).
- Limnobium spongia (Bosc) Steud., Nomencl. Bot., ed. 2, 2: 45 (1841).